# (395) Delia
(395) Delia – planetoida z grupy pasa głównego asteroid okrążająca Słońce w ciągu 4 lat i 238 dni w średniej odległości 2,79 j.a. Została odkryta 30 listopada 1894 roku w Observatoire de Nice w Nicei przez Auguste Charloisa. Nazwa planetoidy pochodzi od przydomku Delia nadawanego Artemidzie przez poetów rzymskich gdyż miejscem jej urodzenia była wyspa Delos. Przed jej nadaniem planetoida nosiła oznaczenie tymczasowe (395) 1894 BK.